# Округ Таскаровас (Охајо)
Таскаровас (енгл. Tuscarawas County) је округ у америчкој савезној држави Охајо.

## Демографија
По попису из 2010. године број становника је 92.582, што је 1.668 (1,8%) становника више него 2000. године.
| Група             | 2000.          | 2010.          |
| Белци             | 88.576 (97,4%) | 88.614 (95,7%) |
| Афроамериканци    | 663 (0,7%)     | 719 (0,8%)     |
| Азијати           | 220 (0,2%)     | 289 (0,3%)     |
| Хиспаноамериканци | 650 (0,7%)     | 1.767 (1,9%)   |
| Укупно            | 90.914         | 92.582         |